# Kežmarský štít
Le Kežmarský štít  est un sommet de la Slovaquie et de la chaîne des Hautes Tatras qui appartient aux montagnes des Carpates occidentales. Il culmine à 2 556 mètres d'altitude.

## Première ascension
La première ascension connue date de 1615 et fut réalisée par David Frölich de Kežmarok avec deux autres étudiants et un guide.